# HMAS Sydney (1935)

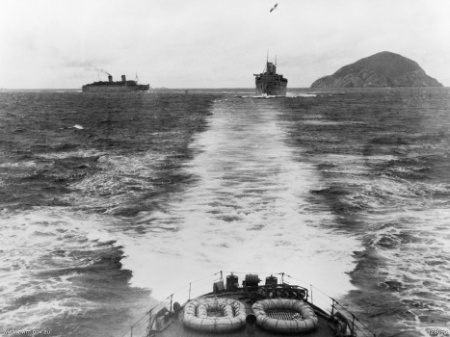
Estrecho de Bass, 4 de septiembre de 1941. El HMAS Sydney en primer plano, escoltando al convoy US.12A, que comprende los transatlánticos (derecha) y (izquierda), más allá del Promontorio Wilsons en la costa de Victoria (Australia).

El HMAS Sydney fue un crucero ligero de la clase Amphion, una subclase de la clase Leander.
Perteneciente a la Real Marina Australiana, es controvertidamente famoso por haberse enfrentado durante la Segunda Guerra Mundial al corsario alemán Kormoran y resultar hundido en dicho combate el 19 de noviembre de 1941 con una total pérdida de vidas (645 en total) enfrente de las costas occidentales australianas pese a ser superior como unidad de combate frente a un enemigo inferiormente artillado. 

## Historia
El HMAS Sydney fue dado de alta como un crucero ligero para la Real Marina Australiana el 24 de septiembre de 1935. Antes de haberse puesto en quilla fue nombrado provisionalmente HMS Phaeton por la Royal Navy, pero antes de que ocurriera su botadura fue vendido aún en astillero a la Real Marina Australiana, que lo recibió en sus aguas en octubre de 1936.
En los inicios de la Segunda Guerra Mundial sirvió como escolta de transportes de tropas y posteriormente se le transfirió al teatro de operaciones del Mediterráneo, donde hundió en un corto enfrentamiento naval al destructor de la Regia Marina Italiana Espero.
Posteriormente, tuvo una destacada participación en la Batalla de Cabo Spada en las islas griegas, donde junto a unidades británicas atacaron a dos cruceros italianos con resultados favorables para la coalición británico-australiana. Mostró presencia siempre en aguas mediterráneas, en Malta y archipiélagos griegos, realizando operaciones de escolta y patrulla y hundiendo algunos mercantes, hasta el 12 de enero de 1941, cuando finalmente regresó a aguas australianas. En febrero de 1941 asumió el mando el capitán Joseph Burnett y el HMAS Sydney participó en el mismo puerto de Sídney en una parada naval y militar donde se le brindó una honrosa recepción a sus exitosas actividades en aguas griegas.
El 27 de febrero se presentó a su base nueva en Fremantle. Realizó durante los primeros trimestres patrullas y labores de escolta en el Océano Índico, principalmente en prevención de ataques de buques corsarios alemanes que ya estaban operando en esas aguas.

### Hundimiento

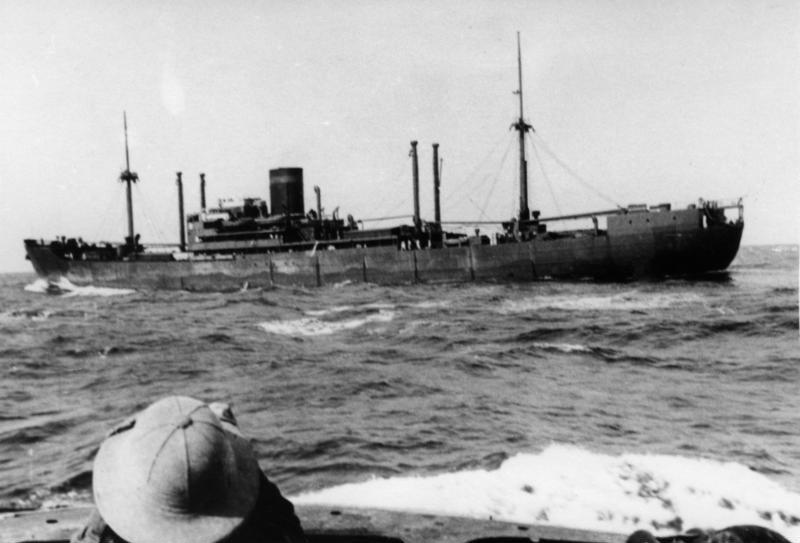
HSK8 Kormoran (circa. 1940)

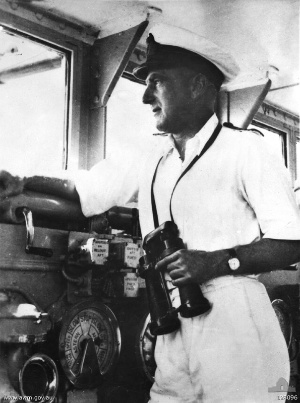
Capitán Joseph Burnett (HMAS Sidney)

El 17 de noviembre de 1941, el HMAS Sydney partió de Fremantle en misión de escolta junto al HMS Durban
y al transporte de tropas Zealandia hacia el estrecho de la Sonda, y se le esperaba de regreso para el 20 del mismo mes en Freemantle. Al llegar a destino, el capitán Burnett emitió un informe de averías en la planta motriz por las que apenas hacía 17 nudos y que posteriormente fueron reparadas. Este fallo le conduciría a un destino imprevisto.
En la mañana de 19 de noviembre, el HMAS Sydney descubrió a una distancia de 17 000 m a un buque mercante que enarbolaba la bandera holandesa navegando a 300 millas de la costa australiana. El capitán Burnett no tenía la menor sospecha que dicho barco era un corsario alemán, el Kormoran (HSK 8), convenientemente disfrazado como una motonave holandesa. El Kormoran había estado sembrando minas y su misión principal era atacar buques mercantes en solitario, hundirlos o enviarlos como presa a Alemania.
El corsario alemán comandado por el capitán Theodor Detmers al verse descubierto, en un principio intentó la huida tomando rumbo perpendicular, pero un fallo en las máquinas le hizo perder velocidad y decidió mantener rumbo y velocidad para no despertar sospechas. Detmers ordenó zafarrancho de combate furtivamente; su esperanza era que el crucero enemigo pasase de largo.
Marinos alemanes se posicionaron en las entrecubiertas preparando la artillería mimetizada, mientras que otros marinos se paseaban indolentemente en sus cubiertas, simulando tranquilidad ante la presencia del crucero australiano.
Burnett se aproximó por estribor al barco que navegaba flojamente y con la apariencia de una sucia motonave holandesa. El disfraz le engañó completamente y continuó acercándose imprudentemente. 
Al navegar en paralelo a menos de 1000 m del buque desconocido, la oficialidad salió al puente descubierto y fue tal el grado de confianza que incluso se respondieron algunos saludos desde las barandas. De todos modos las torres dobles del crucero australiano estaban orientadas hacía el buque alemán. 
Burnett, como parte del procedimiento de identificación, le preguntó al buque desconocido, por medio de señales de banderas y luminosas, el nombre, destino y puerto de origen. Detmers en un intento por evitar un combate absolutamente desproporcionado a sus fuerzas procuró ganar tiempo, respondiendo como si fuera un inexperto capitán de manera floja, equívoca y demorosamente que se trataba del Stratt Malakka y que venía desde Batavia con rumbo a Lourenzo Marques. 
Al requerir su indicativo secreto (un código aliado identificatorio), Detmers no pudo responder, ya que no lo sabía y no le quedó otro camino que dar la orden de combatir izando el pabellón alemán. Al mismo tiempo fueron alzados los faldones y la cubierta de la artillería de 3 cañones de 150 mm por banda, 5 cañones de 20 mm cuádruples, 2 montajes por banda de cañones antiaéreos de 20 mm más 3 lanzatorpedos de 53 cm por banda. 
Los marinos australianos quedaron perplejos y sorprendidos con la celeridad de la transformación del supuesto barco inofensivo a un barco fuertemente artillado ante sus propias narices y no atinaron a la defensa. 
Los sucesos ocurrieron de manera vertiginosa y se desató por parte de los alemanes un rápido, mortífero y certero cañoneo que devastó el puente y masacró a los oficiales que estaban en él, Burnett debió fallecer en este trance, alcanzó los directores de tiro y arrasó además en su montante el hidroavión Walrus, que explotó y se incendió en los primeros momentos del combate. El HMAS Sidney logró disparar una primera salva que resultó ser larga y permitió a los alemanes seguir arrasando a su enemigo.
Con una segunda salva disparada con sus torres de popa, el HMAS Sydney hizo blanco en el corsario en plena popa, destruyó los motores auxiliares y reventó tanques de combustible, incendiándolos. El Kormoran disparó además sus torpedos de 53 cm, uno pasó por frente de la proa del crucero australiano y el otro hizo impacto a la altura del combés dejando fuera de combate las torres de proa; la torre A explosionó lanzando su caparazón al agua, la torre B recibió un certero impacto directo en su centro y su techo saltó por los aires. La explosión del torpedo desfondó la sección proel del crucero australiano. El eficaz ataque con torpedos efectuado a tan corta distancia selló el destino de los australianos. Solo quedaban las torres X e Y poperas las cuales pasaron a fuego manual. Un disparo de la torre X perforó la chimenea del barco alemán cortando ductos internos de circulación de diesel.
Entre la segunda y tercera salvas del HMAS Sydney, éste recibió graves daños que impidieron una respuesta eficaz ante el brutal cañoneo de los alemanes. El aparato de gobierno del crucero australiano fue probablemente tocado y el HMAS Sidney hizo rumbo de colisión con el enemigo, pero pasó por su popa a la otra banda y se alejó por babor del buque alemán intentando mutuamente torpedearse sin éxito. El combate había durado aproximadamente 30 minutos.

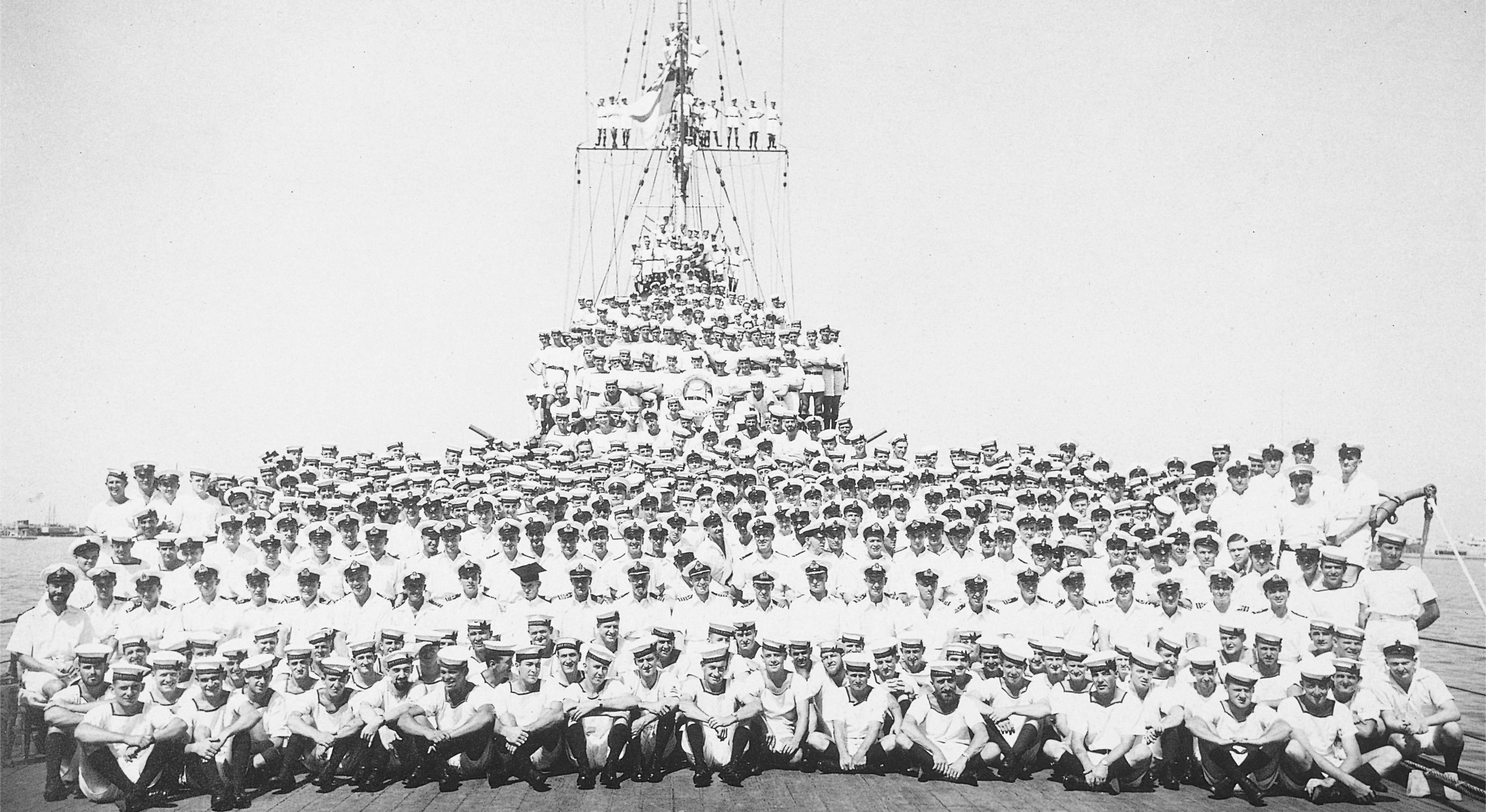
El HMAS Sydney y su tripulación en 1941.

El corsario alemán también quedó sentenciado: el fuego provocado por los depósitos reventados de petróleo sobre la cubierta del corsario alemán pronto alcanzó la bodega de popa donde se almacenaban 300 minas activadas y se ordenó el pronto abandono del buque.
Mientras tanto, el HMAS Sydney se alejaba totalmente incendiado por babor y con su castillo de proa bajo el agua y se hundió a 22 km fuera de la vista de los alemanes, quienes ya para entonces habían abandonado su buque justo cuando este estalló y se hundió entre silbidos y vapor. Los alemanes contaron 20 bajas y el HMAS desapareció con total pérdida de vidas. Los sobrevivientes alemanes fueron recogidos por el HMS Centaur y el RMS Aquitania, siendo llevados a puertos australianos.
Por interrogatorios realizados a los prisioneros, la Real Marina Australiana supo finalmente del destino del HMAS Sydney, ya que las llamadas que se le hicieron desde Fremantlee no encontraron respuesta ni la búsqueda arrojó resultados.

## Los restos hoy en día
En 1997 se creó en Australia la The Finding Sydney Foundation, organismo que financió la búsqueda para localizar los restos del crucero malogrado, ya que se tenía mediana certeza de dónde podrían estar ubicados. 
El 12 de marzo de 2008 una exploración dirigida por David Mearns reportó el encuentro por sonar de los restos del Kormoran y el 16 de ese mismo mes se informó haber descubierto los restos del crucero HMAS Sydney en posición 26°14′37″S 111°13′03″E / -26.24361, 111.21750 a 2 470 m de profundidad, a 190 km de Steep Point y a 22,6 km del pecio de su ejecutor. Los restos del HMAS Sydney yacen en dos partes, la sección de proa está separada y volcada, la sección central está sobre su quilla y evidencian la ferocidad del castigo que le infligió el corsario alemán.